# Torre Costiera di Torre Guaceto
La Torre costiera di Torre Guaceto, detta comunemente Torre Guaceto, è situata nel territorio Comune di Carovigno, nella provincia di Brindisi, lungo la Strada Statale 379, su di un promontorio già fequentato durante l'Età del Bronzo.

## Storia e descrizione
Il promontorio su cui sorge la torre, come la zona circostante, era abitato già all'età del bronzo, poi frequentato anche in epoca romana. La sua costruzione risale, come le altre torri costiere salentine, ai tempi del Regno di Napoli. Oggi la torre è visitabile ed ospita al suo interno la riproduzione di un veliero romano utilizzato per il trasporto delle anfore. Da Torre Guaceto infatti partivano alla volta di Brundisium navi che trasportavano le anfore prodotte in loco o in cui venivano conservati vino e olio prodotti nell'entroterra. 
Il nome Guaceto della riserva deriva dall'arabo Al Gawsit che significa acqua dolce. 
Sul promontorio sono installate inoltre delle strutture militari risalenti al primo conflitto mondiale, in particolare un bunker e una mitragliera.
La torre è il fucro centrale della Riserva naturale statale Torre Guaceto istituita nel 1991.

## Descrizione
Originariamente si presentava come una classica torre vicereale, con pianta quadrata di 16 metri per lato. Le pareti laterali hanno impianto a scarpata, presentano ampie caditoie difese da archibugiere. Le caditoie sono tre caditoie sono sul lato mare (lato nord est), due sui lati nord ovest e sud est e una sul lato di terra. Il piano terra della Torre, come di consutudine ospita le cisterne utili all'approvvigionamento idrico del personale di guardia. Al primo piano si accede tramite una scalinata in muratura. A ridosso del corpo di fabrica originale successivamente è stato aggiunto un corpo di fabbrica ad un solo piano di forma rettangolare.
Dalle finestre della torre è possibile scorgere il promontorio, la laguna della riserva e a est, verso brindisi, gli scogli di Torre Guaceto, quelli di Apani e la torre costiera di Torre Testa del Gallico.

## Galleria d'immagini

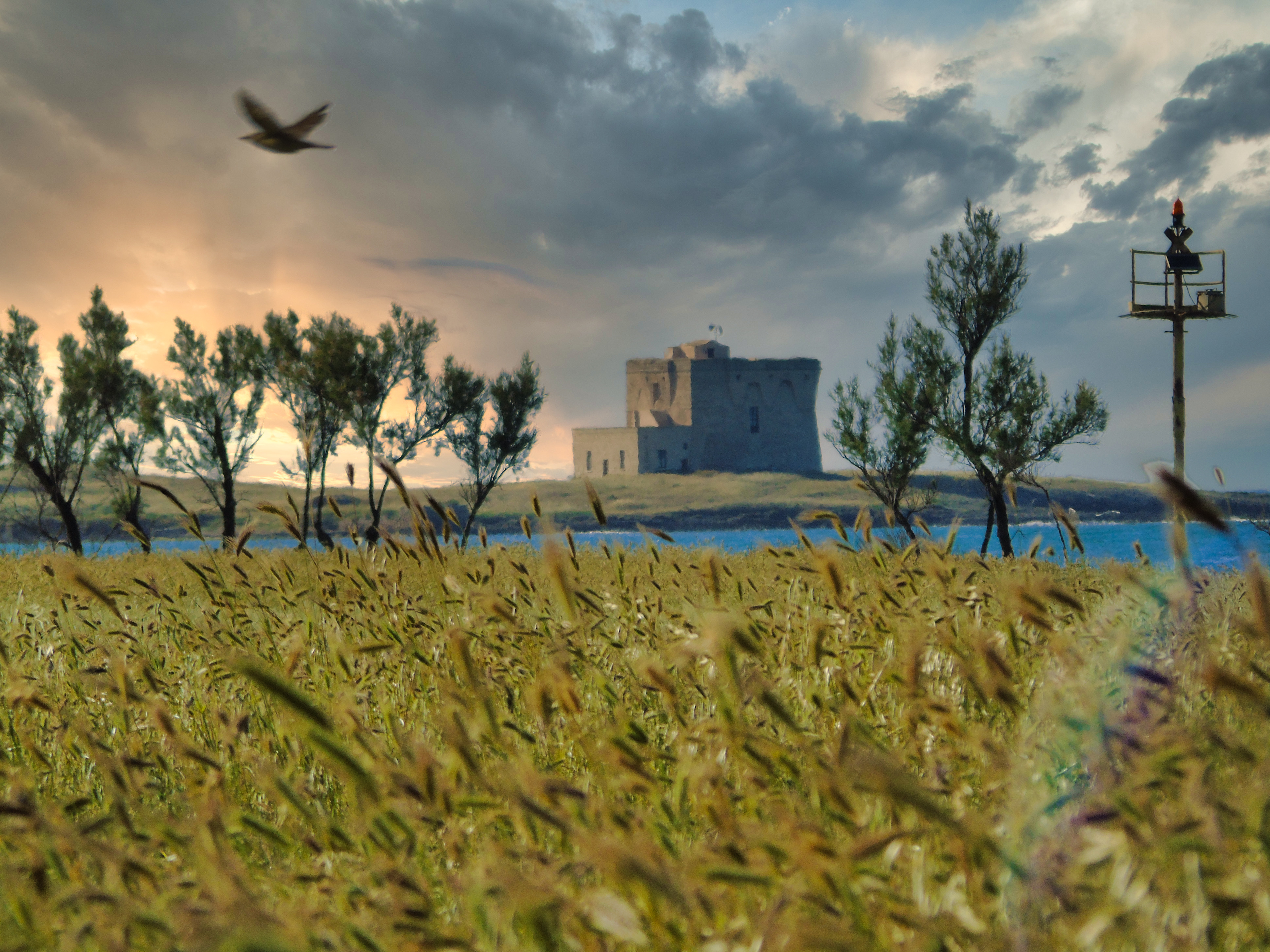
Carovigno - Riserva naturale statale Torre Guaceto
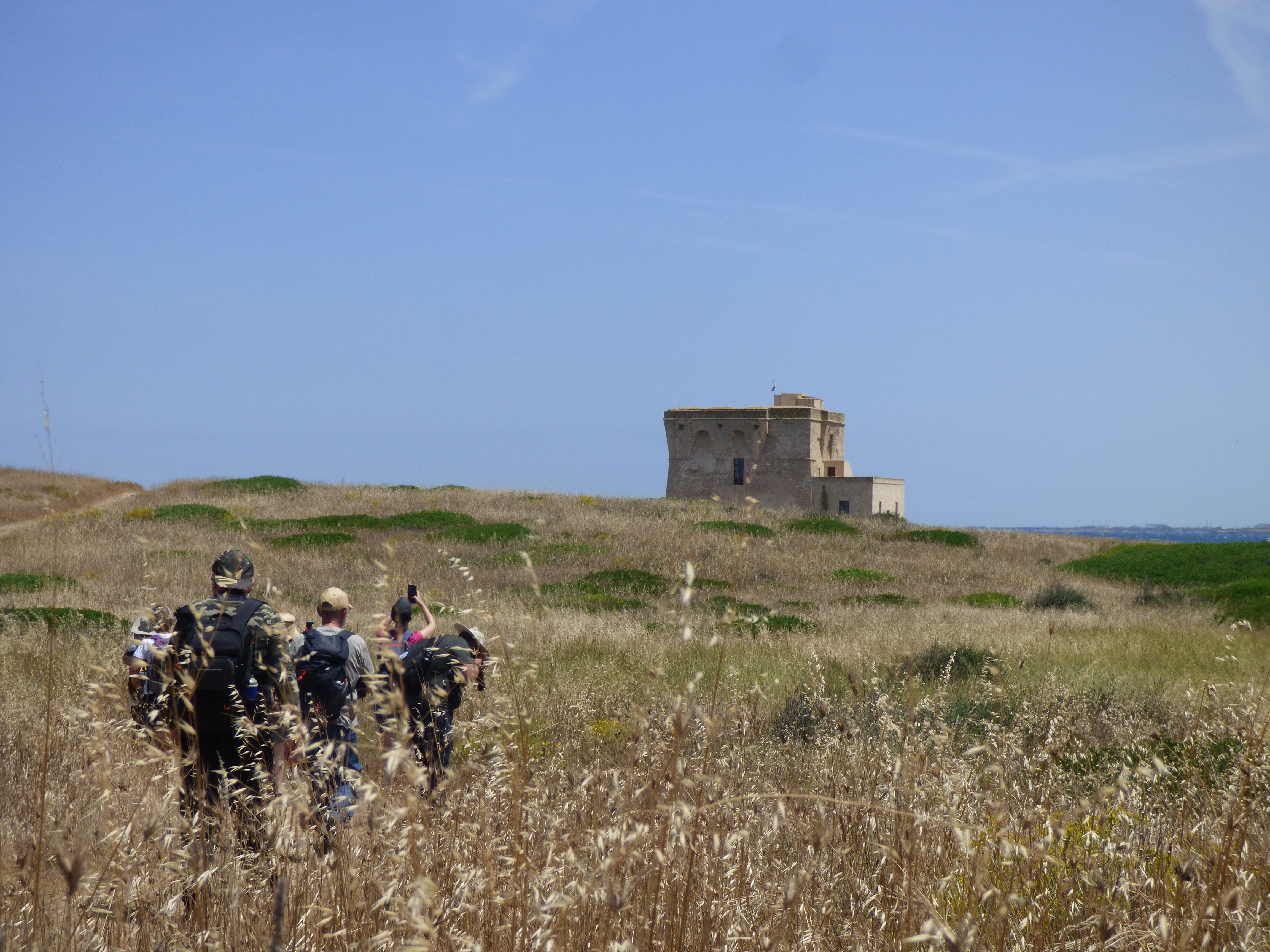
La Torre e gli escursionisti che visitano la riserva
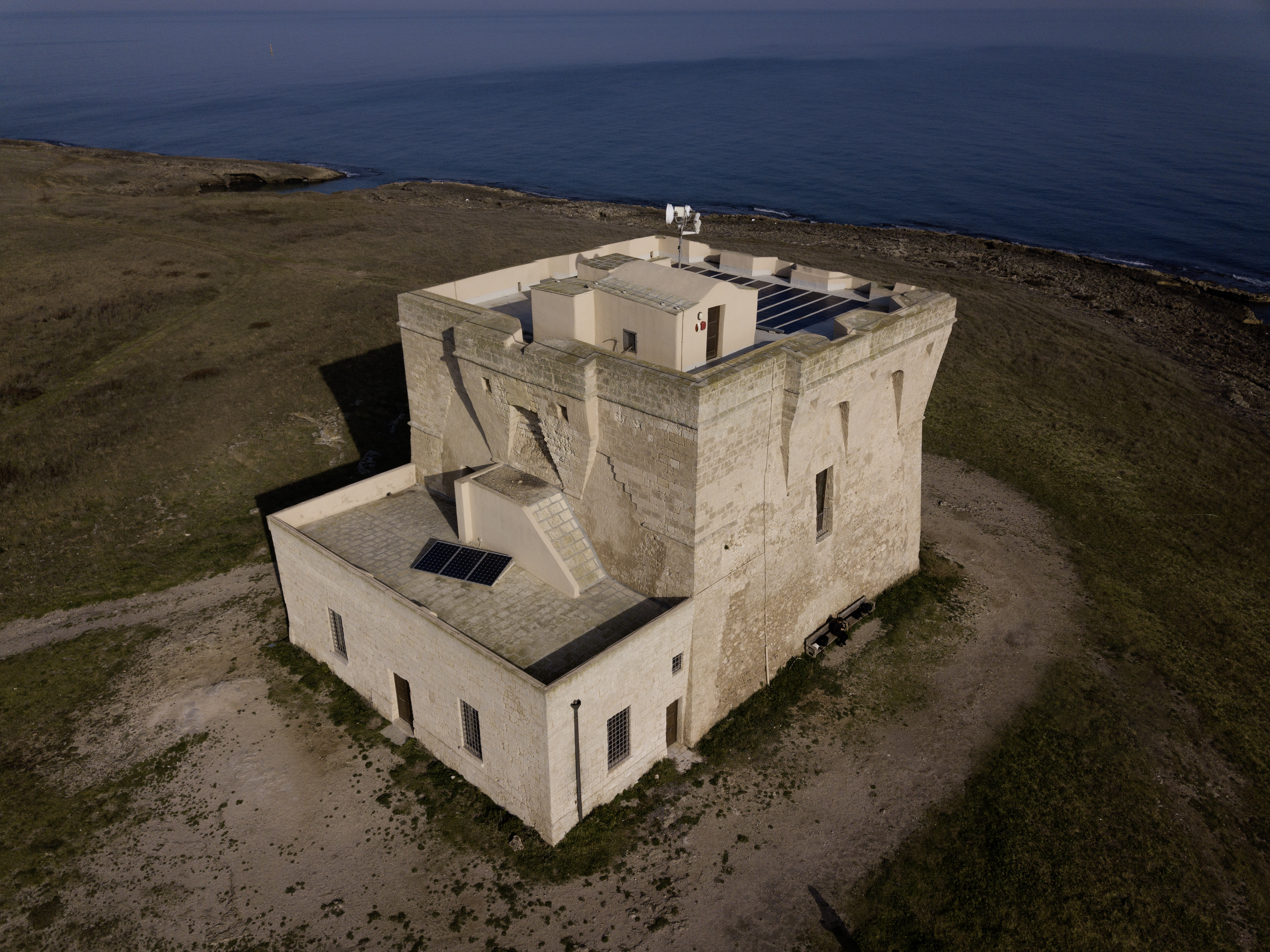